# Tripleurospermum rosellum
Tripleurospermum rosellum là một loài thực vật có hoa trong họ Cúc. Loài này được (Boiss. & Orph.) Hayek miêu tả khoa học đầu tiên năm 1931.